# 전주용소초등학교
전주용소초등학교(全州龍巢初等學校)는 대한민국 전북특별자치도 전주시 덕진구 송천동에 있는 공립 초등학교이다.

## 학교 연혁
- 2000년 11월 4일 설립인가
- 2005년 3월 1일 개교(18학급 572명)
- 2005년 3월 1일 초대 정경룡 교장 취임
- 2006년 2월 16일 제1회 졸업(90명)
- 2006년 3월 1일 18학급 편성(585명)
- 2006년 9월 1일 23학급 편성(808명)
- 2007년 2월 9일 제2회 졸업(111명, 총 201명)
- 2007년 3월 1일 27학급 편성(929명)
- 2008년 2월 15일 제3회 졸업 (145명, 총 346명)
- 2008년 3월 1일 29학급 편성(983명)
- 2009년 2월 13일 제4회 졸업(177명, 총 523명)
- 2009년 3월 1일 32학급(특수학급 1) 편성(958명), 제2대 김덕남 교장 부임
- 2010년 2월 12일 제5회 졸업(169명, 총 692명)
- 2010년 3월 1일 29학급(특수학급 1) 편성(894명)
- 2011년 2월 11일 제6회 졸업(184명, 총 876명)
- 2011년 3월 1일 27학급(특수학급 1) 편성(811명), 제3대 조양희 교장 부임
- 2012년 2월 15일 제7회 졸업(150명, 총 1026명)
- 2012년 3월 1일 28학급(특수학급 1) 편성(769명)
- 2013년 2월 15일 제8회 졸업(184명, 총 1210명)
- 2013년 3월 1일 28학급(특수학급 1) 편성(679명), 제4대 김칠수 교장 부임
- 2014년 2월 13일 제9회 졸업(167명, 총 1377명)
- 2014년 3월 1일 27학급(특수학급1) 편성(695명)
- 2015년 2월 12일 제10회 졸업(138명, 총 1515명)
- 2015년 3월 1일 26학급(특수학급1) 편성(649명)

## 참고 자료
- 전주용소초등학교 - 한국교육학술정보원 학교알리미